# Đại dịch Antonine
Đại dịch Antonine từ năm 165 đến 180, còn được gọi là Đại dịch Galen (tên của bác sĩ Hy Lạp sống ở Đế quốc La Mã đã mô tả bệnh dịch này), là một đại dịch cổ đại đã được đưa tới Đế quốc La Mã bởi lực lượng quân đội trở về từ các chiến dịch tại vùng Cận Đông. Các học giả đã nghi ngờ nó là bệnh đậu mùa hoặc bệnh sởi, nhưng nguyên nhân thực sự vẫn chưa được xác định. Dịch bệnh có thể đã lấy đi cuộc đời của một hoàng đế La Mã, Lucius Verus, người đã qua đời năm 169 và là đồng nhiếp chính của Marcus Aurelius Antoninus, người có họ tên là Antoninus, mà đã được đặt tên cho đại dịch này. Căn bệnh này bùng phát chín năm sau đó, theo nhà sử học người La Mã Dio Cassius (155–235), gây ra tới 2.000 ca tử vong mỗi ngày ở Rome, một phần tư số người bị ảnh hưởng, gây bệnh tỷ lệ tử vong khoảng 25% Tổng số ca tử vong được ước tính là 5 triệu, và căn bệnh này đã giết chết một phần ba dân số ở một số vùng và tàn phá quân đội La Mã.
Các nguồn thông tin cổ đại đồng ý rằng dịch bệnh xuất hiện đầu tiên trong cuộc vây hãm La Mã của Seleucia vào mùa đông 165–166. Ammianus Marcellinus báo cáo rằng bệnh dịch lan truyền đến Gaul và các quân đoàn dọc theo sông Rhine. Eutropius khẳng định rằng một lượng dân số lớn đã chết trên khắp Đế quốc.
Rafe de Crespigny suy đoán rằng bệnh dịch hạch có thể cũng đã bùng phát ở Đông Hán Trung Quốc trước 166, đưa ra thông báo về bệnh dịch trong hồ sơ của Trung Quốc. Bệnh dịch đã ảnh hưởng đến văn hóa và văn học La Mã, và có thể ảnh hưởng nghiêm trọng đến quan hệ thương mại Ấn-La ở Ấn Độ Dương.